# Shavit
Shavit (ebraico: “cometa” - שביט) è un veicolo di lancio nello spazio prodotto da Israele per lanciare piccoli satelliti nell'orbita terrestre bassa. È stato lanciato per la prima volta il 19 settembre 1988 e ha messo in orbita il satellite Ofeq 1, rendendo l'Israele l'ottavo paese capace di effettuare un lancio nello spazio. I razzi Shavit sono lanciati dalla riva del mare vicino Palmachim dall'Agenzia Spaziale Israeliana in un'orbita retrograda oltre il Mar Mediterraneo per evitare che giungano detriti su aree popolate e anche per evitare che sorvolino ad est le nazioni ostili ad Israele. 
Una versione dello Shavit, denominata RSA-3, è stata prodotta dal Sudafrica su licenza israeliana.

## Caratteristiche
Shavit è basato sul missile Gerico II ed è prodotto da IAI. Il razzo è composto da tre stadi alimentati da motori a propellente solido, con un quarto stadio opzionale a propellente liquido composto da tetraossido di diazoto e dimetilidrazina asimmetrica (UDMH); ha una lunghezza totale di 18 metri, un diametro di 1,35 metri e pesa 23630 kg. Il razzo Shavit esiste in diverse versioni e può lanciare in un'orbita di 200 km di altezza un carico variabile da 160 a 1200 kg a seconda della versione.

## Storia dei lanci

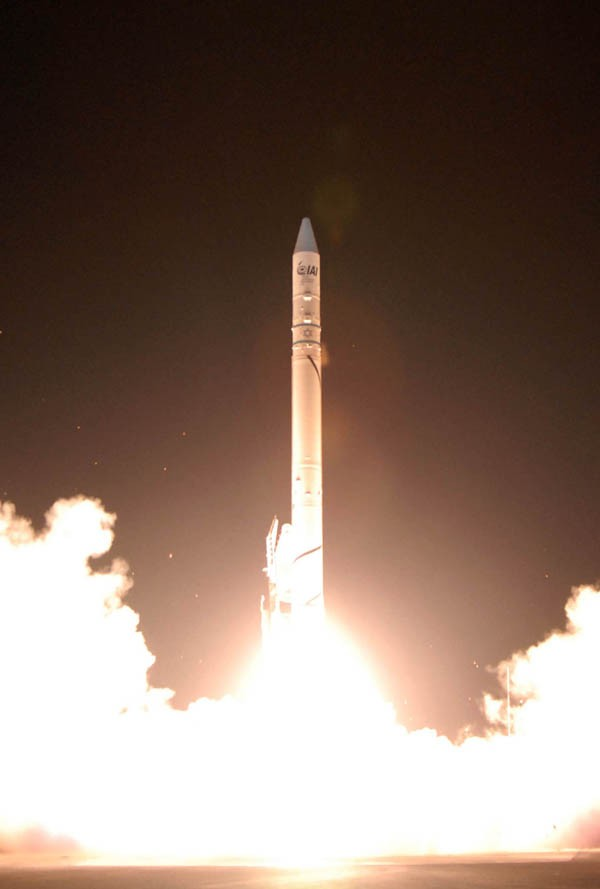
Il lancio del satellite Ofek-7.

Durante la sua storia, il lanciatore Shavit ha portato in orbita solo satelliti israeliani della serie Ofek e tutti i lanci sono stati effettuati dalla base aerea di Palmachim.
| Anno              | Configurazione | Carico  | Esito    |
| ----------------- | -------------- | ------- | -------- |
| 19 settembre 1988 | Shavit         | Ofek-1  | Successo |
| 30 aprile 1990    | Shavit         | Ofek-2  | Successo |
| 5 aprile 1995     | Shavit         | Ofek-3  | Successo |
| 22 gennaio 1998   | Shavit         | Ofek-4  | Fallito  |
| 28 maggio 2002    | Shavit-1       | Ofek-5  | Successo |
| 6 settembre 2004  | Shavit-1       | Ofek-6  | Fallito  |
| 11 giugno 2007    | Shavit-2       | Ofek-7  | Successo |
| 22 giugno 2010    | Shavit-2       | Ofek-9  | Successo |
| 9 aprile 2014     | Shavit-2       | Ofek-10 | Successo |
| 13 settembre 2016 | Shavit-2       | Ofek-11 | Successo |
| 6 Luglio 2020     | Shavit-2       | Ofek-16 | Successo |

Durante il quarto ed il sesto lancio la missione è fallita prima ancora di raggiungere lo spazio. Il fallimento del settembre 2004 dello Shavit causò la perdita di 100 milioni di dollari.

## Versione sudafricana RSA-3
Gli esperimenti sudafricani cominciarono negli anni ottanta a scopi militari con la collaborazione israeliana, per produrre un missile balistico e un razzo vettore per il lancio di un satellite spia. Il razzo, basato sul missile israeliano Jericho, fu prodotto su licenza israeliana a Grabouw dalla compagnia Houwteq e i test furono condotti nel Denel Overberg Test Range. Il programma di sviluppo del razzo continuò anche dopo la rinuncia da parte del Sudafrica al possesso di armi nucleari e fu convertito a fini civili, per il lancio di satelliti scientifici e commerciali. Nel 1994 lo sviluppo del lanciatore sudafricano non fu ritenuto conveniente dal punto di vista commerciale e il programma fu cancellato.